# 名城公園

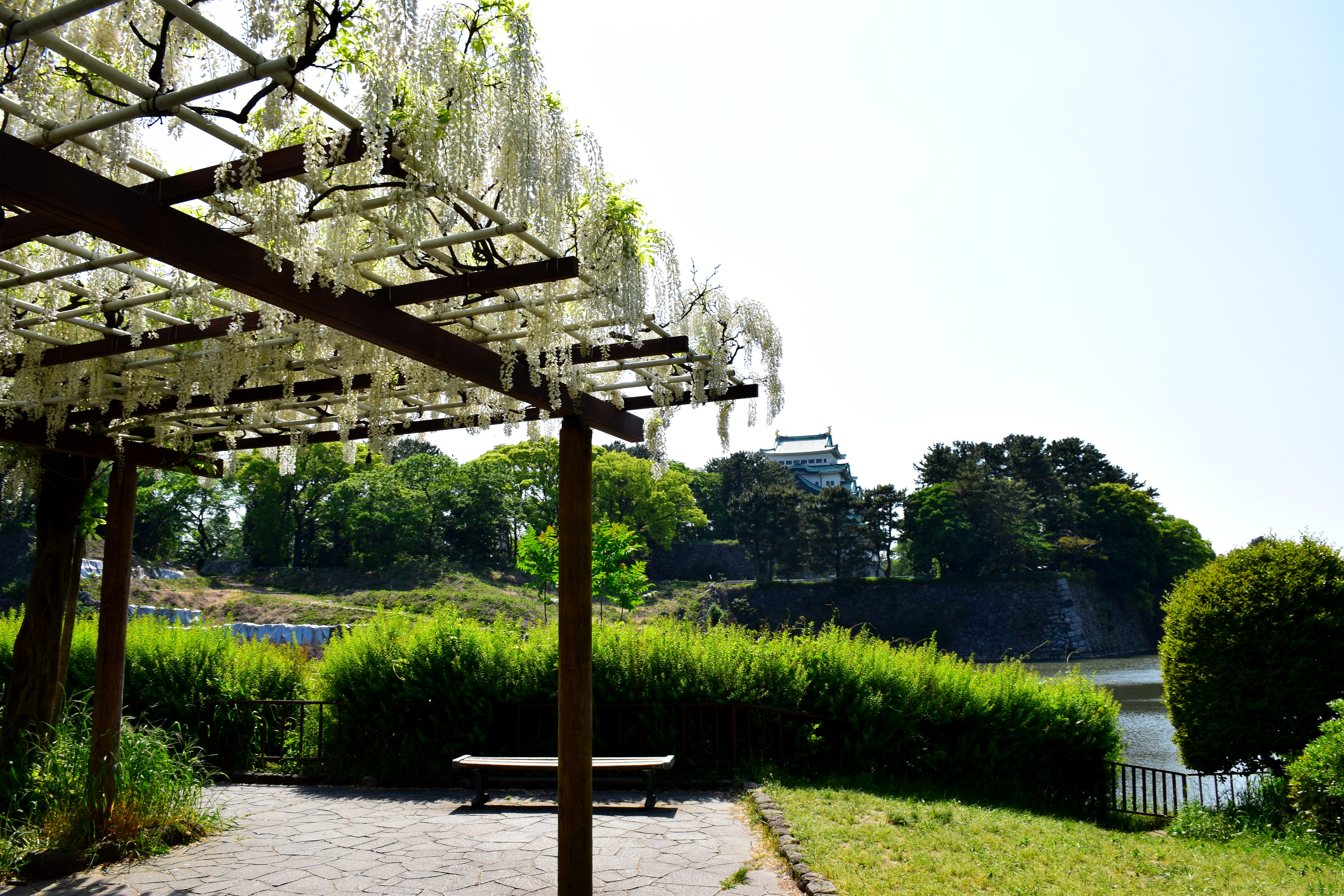
藤の回廊と名古屋城

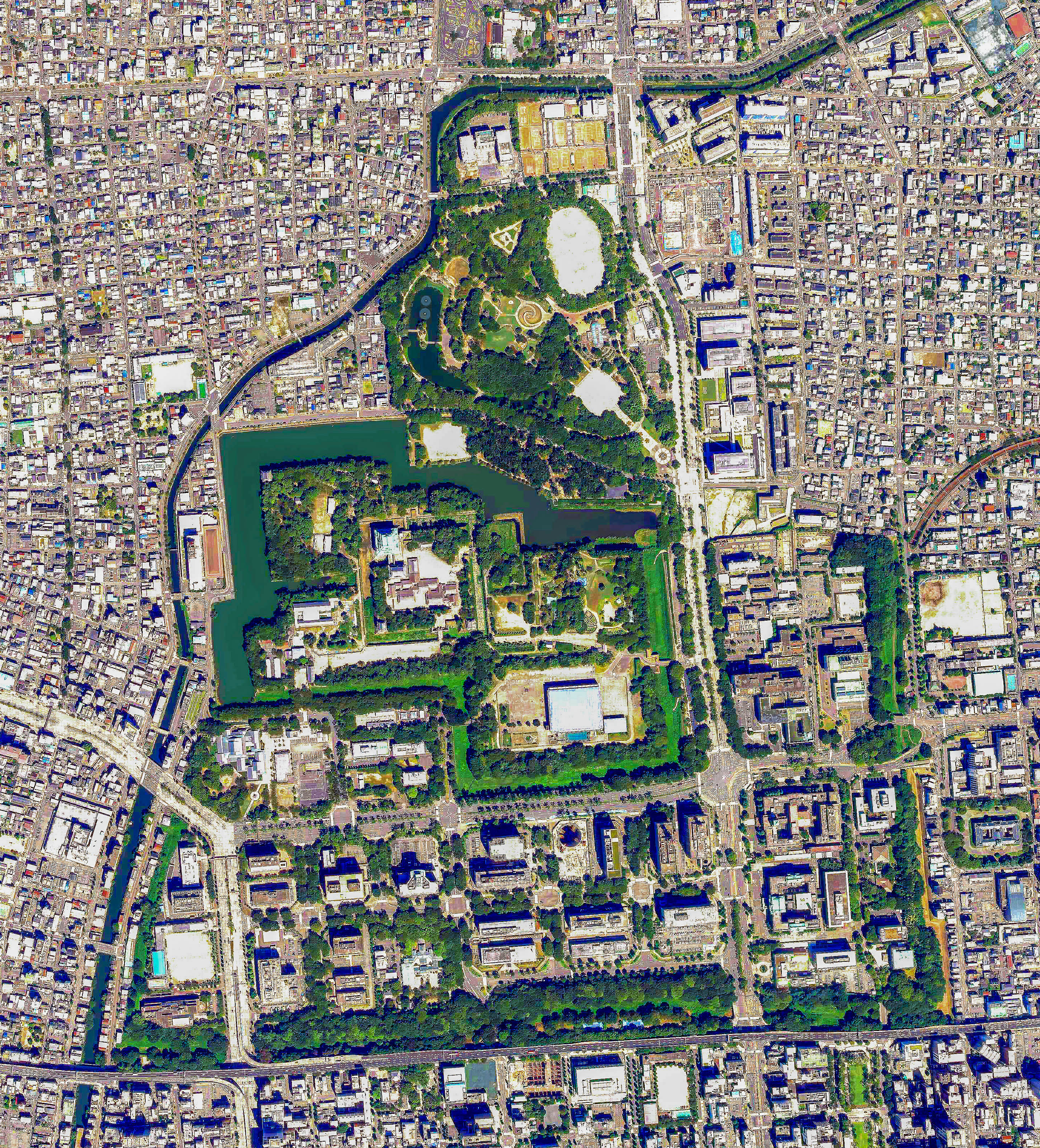
名城公園の航空写真（2020年撮影）

名城公園（めいじょうこうえん）とは、愛知県名古屋市の名古屋城を中心とした城址公園である。名古屋市中区二の丸や三の丸から北区名城にかけて所在する。1931年（昭和6年）に開園した。面積は80.41ヘクタール。管理は名古屋市で分類は都市公園（総合公園）。約2,800本のサクラが植えられている。

## 歴史
名古屋市中区・北区・西区の区境付近に位置している。北園の部分はかつては沼地であり、明治時代に埋め立てられた上で、陸軍の練兵場として利用されていた。第二次世界大戦中の名古屋大空襲では名古屋城一帯が焦土と化したが、戦後復興計画の中で都心部の総合公園として整備する計画が立案され、1949年（昭和24年）には現在の北園を中心に造成が開始された。

### 沿革
- 1930年（昭和5年）12月11日 - 名古屋離宮として宮内省に管理されていた名古屋城が官報第1187号により離宮としては廃止され、同省より名古屋市に対して下賜されることとなった[2]。
- 1931年（昭和6年）
  - 2月6日 - 名古屋城管理事務所が発足[2]。
  - 2月11日 - 紀元節に合わせ、名古屋城の観覧が開始される[2]。この年度をもって、名城公園の開園としている[2]。以降、名古屋城内の沿革については名古屋城の項も参考のこと。
- 1947年（昭和22年）5月6日 - 第13号名城公園（面積130.02ヘクタール）として都市計画決定[3]。
- 1953年（昭和28年）4月 - 大津橋西側において、スポンサー公園としてライオンヘルスパークが開園する[4]。
- 1954年（昭和29年）4月1日 - ライオンヘルスパークに温室ライオングリーンハウスが開業する[4]。
- 1959年（昭和34年）4月2日 - 新出来町線拡幅の支障となったクロガネモチおよびシイノキが野球場北に移植[5]。
- 1960年（昭和35年）3月 - 御深井池に弁天橋が架橋される[6]。
- 1961年（昭和36年）1月 - 中島に御深井橋が架橋される[6]。
- 1964年（昭和39年）
  - 3月28日 - 名城下水処理場整備のため、敷地を都市公園区域より削除[7]。
  - 7月 - 名城プール開業[7]。
  - 9月20日 - 愛知県体育館開業[7]。
- 1965年（昭和40年）4月 - 名城下水処理場が完成[7]。
- 1971年（昭和46年）8月25日 - ライオンヘルスパーク廃止[4]。
- 1972年（昭和47年）3月 - 北第一球場跡地に愛知県スポーツ会館開業[7]。
- 1974年（昭和49年）10月 - 領内川堤防より110本の桜が自衛隊により御深井池のほとりに移植され、以降領内桜と称される[8]。
- 1975年（昭和50年）3月 - 御深井池北側に屋外ステージが完成する[9]。
- 1977年（昭和52年）
  - 3月 - 四阿「おふけ亭」が名城ライオンズクラブが寄贈される[8]。
  - 11月 - 外周園路「花の道」が完成する[8]。
- 1978年（昭和53年）3月 - 芝生広場が完成する[8]。
- 1987年（昭和62年）12月16日 - 東小園が廃止[5]。
- 1988年（昭和63年）9月30日 - 名城公園フラワープラザ開館[10]。
- 1989年（平成元年）- 「アーバン・オアシス」で、平成元年度手づくり郷土賞（生活の中にいきる水辺）受賞。
- 2017年（平成29年）4月27日 - 北園にtonarinoが開業[WEB 3]。

## 園内の施設
名古屋城の内堀より北側のみ（北園）が名城公園として認識されることが多いが、行政上は内堀より南側も名城公園であり、その他に外堀など飛び地となっている場所も含まれる。
1984年度（昭和59年度）から3年計画で、棚延長660メートル・棚面積3,300平方メートルの「藤の回廊」が整備された。野田藤、三尺藤、花美短藤など、9種類85本が植えられている。2013年（平成25年）には、名古屋市が公募した「まちなみデザイン20選」に園内の「藤の回廊」が選定された。
2017年（平成29年）4月27日には、北園にランニングステーション「tonarino（トナリノ）」がオープンし、名誉館長には野口みずきが就任した。

### 南園
- 名古屋城
- 愛知県体育館

### 北園
- 名城公園野球場

敷地面積1万3800平方メートル。愛知県スポーツ会館跡地に移転。
- 名城庭球場

1966年に8面で開場、1976年に5面増設、1989年に2面増設、夜間照明設備完成。15面全てアンツーカーコート。
- 愛知国際アリーナ

旧名城公園野球場跡地に建設。
- 名城公園フラワープラザ（屋内展示スペース、喫茶）[WEB 6]

第6回全国都市緑化フェア開催に伴い、その記念施設として1988年（昭和63年）9月30日開館した。
- オランダ風車
- 菖蒲園
- 名城プール
- 藤の回廊
- tonarino（トナリノ）
  - スターバックス
  - GARB CASTELLO
  - ローソン
  - DEAN & DELUCA
  - ニシオスポーツhashiri-Ni
  - さら名城（ランナー・サイクリストサポート施設）

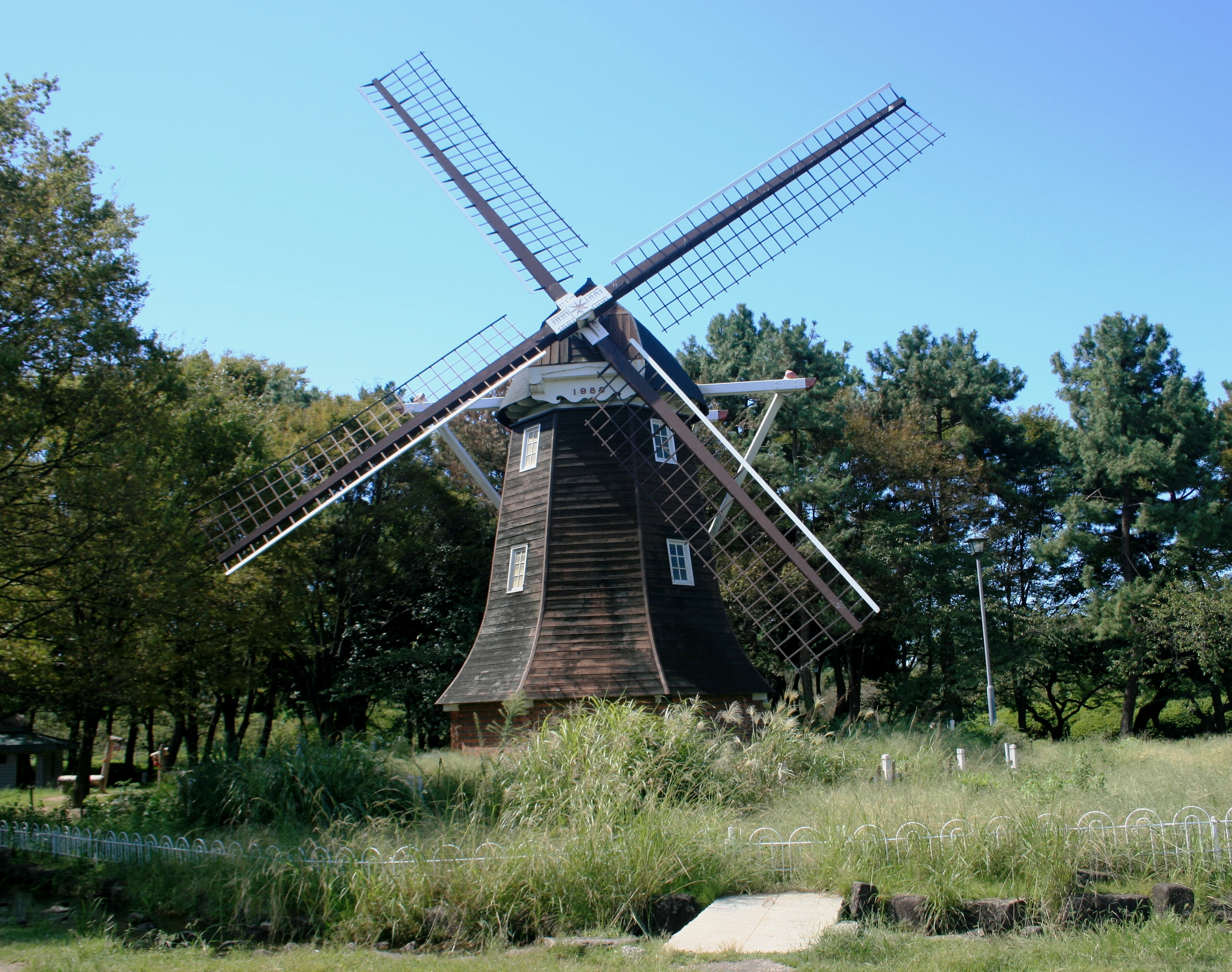
オランダ風車
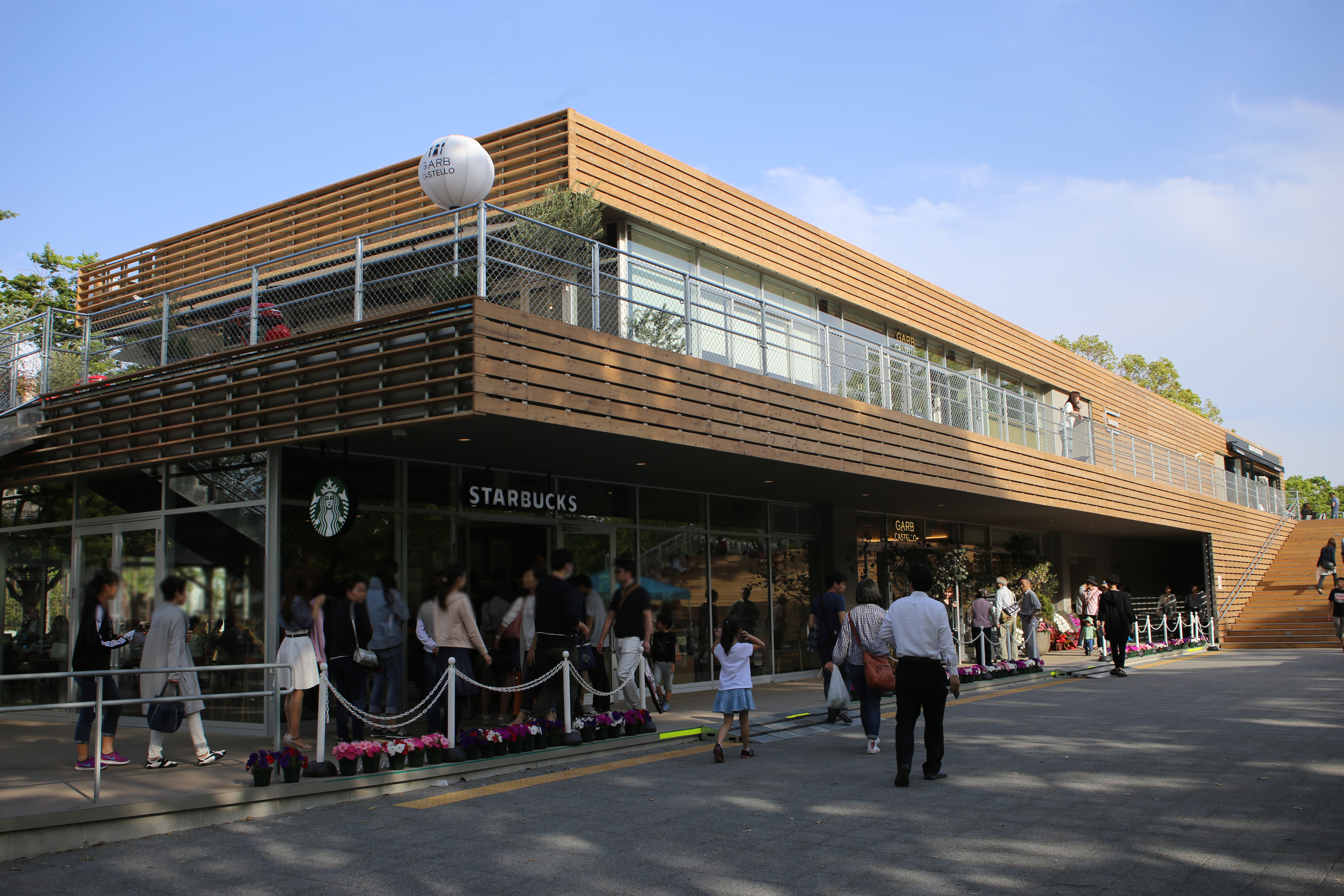
tonarino

### 東外堀公園
- 名古屋市市政資料館

## 交通アクセス
- 名古屋市営地下鉄名城線 - 名城公園駅4番出入口すぐ

## 御深井庭
名城公園の北園は江戸時代の御深井庭（おふけにわ）あるいは御深井御庭（おふけおにわ）の跡地にある。御深井庭は名古屋城創建時に城の北側にあった低湿地を残した池を中心とする大庭園で、名古屋城北側の防備の役割を担っていた。徳川家光が上洛の際にこの庭園を鑑賞し吹上御苑の手本にしたとされる。明治以降は埋め立てられて練兵場として使われた。

### WEB
1. 1 2 3 4 5 6  名城公園（北園）管理運営方針 名古屋市、2015年11月
2. ↑  “地図閲覧サービス（名城公園）”.  国土地理院. 2011年12月5日閲覧。
3. 1 2  “名城公園(北園)「tonarino(トナリノ)」オープン!”.   名古屋市. 2017年4月15日閲覧。
4. 1 2 3  “【まちなみデザイン20選】名城公園「藤の回廊」と名古屋城大天守”. 住宅都市局都市計画部都市景観室 (名古屋市). (2013年3月27日) 2013年4月30日閲覧。
5. ↑  tonarino公式ホームページ参照
6. ↑  “名城公園フラワープラザ”.   名古屋市 (2011年4月1日). 2011年12月5日閲覧。

### 新聞
1. ↑  中日新聞朝刊 (中日新聞社):  p. 15. (2013年4月30日) {{cite news}}: |title=は必須です。 (説明)⚠
2. ↑  “昨日の夕刊から 最有力に名城公園野球場 愛知県体育館移転 名古屋市検討へ”. 中日新聞朝刊:  p. 30. (2017年6月23日)

### 書籍
1. 1 2 3  「角川日本地名大辞典」編纂委員会 1989, p. 1326.
2. 1 2 3 4  名古屋の公園100年のあゆみ編集委員会 2010, p. 201.
3. ↑  名古屋の公園100年のあゆみ編集委員会 2010, p. 203.
4. 1 2 3  名古屋の公園100年のあゆみ編集委員会 2010, p. 205.
5. 1 2  名古屋の公園100年のあゆみ編集委員会 2010, p. 204.
6. 1 2  名古屋の公園100年のあゆみ編集委員会 2010, p. 208.
7. 1 2 3 4 5  名古屋の公園100年のあゆみ編集委員会 2010, p. 206.
8. 1 2 3 4  名古屋の公園100年のあゆみ編集委員会 2010, p. 210.
9. ↑  名古屋の公園100年のあゆみ編集委員会 2010, p. 209.
10. 1 2  名古屋の公園100年のあゆみ編集委員会 2010, p. 213.
11. ↑  “名古屋ローンテニス倶楽部100年の歴史”.   名古屋ローンテニス倶楽部公式サイト. 2023年12月21日閲覧。